# Aleksandr Askol'dov
Aleksandr Jakovlevič Askol'dov (in russo Александр Яковлевич Аскольдов?; Mosca, 17 giugno 1932 – Göteborg, 21 maggio 2018) è stato un regista e sceneggiatore russo.
Nel 1967 diresse il suo unico film, La commissaria, che fu immediatamente censurato e che lo costrinse a non lavorare più.
Una ventina di anni dopo la pellicola fu riabilitata e premiata con l'Orso d'argento, gran premio della giuria al Festival internazionale del cinema di Berlino.